# Poul Hansen
Pour les articles homonymes, voir Hansen.
Hans Christian Poul Hansen, né le 27 février 1913 à Copenhague (Danemark) et mort le 13 août 1966 à Virum (Danemark), est un homme politique danois, membre des Sociaux-démocrates, ancien ministre et ancien député au Parlement (le Folketing).